# Aïn Kerma (El Tarf)
Aïn Kerma (în arabă عين الكرمة) este o comună din provincia El Tarf, Algeria.
Populația comunei este de 14.377 de locuitori (2008).